# La Nuova Ferrara
La Nuova Ferrara (« La Nouvelle Ferrare »est un quotidien italien, de Ferrare qui diffuse à plus de 10 000 exemplaires en moyenne (septembre 2005). Il appartient au Gruppo Editoriale Espresso (qui publie aussi L'Espresso).